# Crash Course (YouTube)

Crash Course (parfois stylisé comme CrashCourse) est une chaîne éducative YouTube lancée par les frères Green, Hank Green et John Green, qui sont bien connus dans le monde anglophone pour leur chaîne YouTube VlogBrothers (en),,.
À l'origine, John présentait des cours de sciences humaines alors que Hank présentait de cours de sciences. La chaîne s'est depuis élargie pour inclure d'autres présentateurs.
Crash Course était l'un des YouTube Original Channel Initiative, un  projet financé par Google pour encourager la création de contenu de qualité sur YouTube. Crash Course a lancé sa première vidéo le 2 décembre 2011. En date du 10 mars 2019, la chaîne comptait plus de 9 millions d'abonnés et elle a dépassé le milliard de visionnements en février 2019.
En novembre 2014, Hank Green a annoncé qu'un partenariat avec PBS Digital Studios leur permettrait de produire plus de cours à partir de janvier 2015. En outre, Crash Course a une application dans l'App Store pour les périphériques iOS.
En 2019, la chaîne compte 36 cours intensifs, John en présentant neuf et Hank sept. Avec Emily Graslie, ils ont également co-animé Big History.
D'autres animateurs ont été embauchés pour développer de nouveaux cours : Phil Plait (Astronomy), Craig Benzine (en) (U.S. Government and Politics et Film History), Adriene Hill (Economics and Statistics), Jacob Clifford (Economics), Shini Somara (Physics et Engineering), Andre Meadows (Games), Carrie Anne Philbin (en) (Computer Science), Mike Rugnetta (Mythology et Theater), Nicole Sweeney (Sociology), Emily Graslie (en) (Big History 2), Lily Gladstone (Film Production), Michael Aranda (en) (Film Criticism), Thomas Frank (Study Skills), Jay Smooth (en) (Media Literacy), et Evelyn Ngugi (Business: Soft Skills).
Une deuxième chaîne, Crash Course Kids, est animée par Sabrina Cruz et a terminé sa première série intitulée Science. Un premier cours en langue étrangère, une refonte en arabe de la série World History, est animé par Yasser Abumuailek. La chaîne principale a également commencé une série d'épisodes animés plus courts, appelés Recess (traduction littérale, Récréation), qui reprennent des sujets des séries populaires.

## Les séries

### Les séries principales
| Série | Série                                                     | Nombre d'épisodes | Diffusion du premier épisode                                    | Diffusion du dernier épisode                                  | Présentateur                                |
| ----- | --------------------------------------------------------- | ----------------- | --------------------------------------------------------------- | ------------------------------------------------------------- | ------------------------------------------- |
|       | World History World History 2                             | 42 30             | 26 janvier 2012 11 juillet 2014                                 | 9 novembre 2012 4 avril 2015                                  | John Green                                  |
|       | Biology                                                   | 40                | 30 janvier 2012                                                 | 29 octobre 2012                                               | Hank Green                                  |
|       | Ecology                                                   | 12                | 5 novembre 2012                                                 | 21 janvier 2013                                               | Hank Green                                  |
|       | English Literature Literature 2 Literature 3 Literature 4 | 8 16 9 12         | 15 novembre 2012 27 février 2014 7 juillet 2016 7 novembre 2017 | 24 janvier 2013 12 juin 2014 8 septembre 2016 13 février 2018 | John Green                                  |
|       | U.S. History                                              | 48                | 31 janvier 2013                                                 | 6 février 2014                                                | John Green                                  |
|       | Chemistry                                                 | 46                | 11 février 2013                                                 | 13 janvier 2014                                               | Hank Green                                  |
|       | Psychology                                                | 40                | 3 février 2014                                                  | 24 novembre 2014                                              | Hank Green                                  |
|       | Big History Big History 2                                 | 10 6              | 17 septembre 2014 24 mai 2017                                   | 9 janvier 2015 12 juillet 2017                                | Hank Green John Green Emily Graslie         |
|       | Anatomy & Physiology                                      | 47                | 6 janvier 2015                                                  | 21 décembre 2015                                              | Hank Green                                  |
|       | Astronomy                                                 | 46                | 15 janvier 2015                                                 | 21 janvier 2016                                               | Phil Plait                                  |
|       | U.S. Government and Politics                              | 50                | 23 janvier 2015                                                 | 4 mars 2016                                                   | Craig Benzine                               |
|       | Intellectual Property                                     | 7                 | 23 avril 2015                                                   | 25 juin 2015                                                  | Stan Muller                                 |
|       | Economics                                                 | 35                | 8 juillet 2015                                                  | 9 juin 2016                                                   | Adriene Hill Jacob Clifford                 |
|       | Philosophy                                                | 46                | 8 février 2016                                                  | 13 février 2017                                               | Hank Green                                  |
|       | Physics                                                   | 46                | 31 mars 2016                                                    | 24 mars 2017                                                  | Shini Somara                                |
|       | Games                                                     | 29                | 1er avril 2016                                                  | 16 décembre 2016                                              | Andre Meadows                               |
|       | Computer Science                                          | 40                | 22 février 2017                                                 | 21 décembre 2017                                              | Carrie Anne Philbin                         |
|       | World Mythology                                           | 41                | 24 février 2017                                                 | 28 janvier 2018                                               | Mike Rugnetta                               |
|       | Sociology                                                 | 44                | 13 mars 2017                                                    | 12 février 2018                                               | Nicole Sweeney                              |
|       | Film History Film Production Film Criticism               | 16 15             | 13 avril 2017 24 août 2017 11 janvier 2018                      | 3 août 2017 14 décembre 2017 26 avril 2018                    | Craig Benzine Lily Gladstone Michael Aranda |
|       | Study Skills                                              | 10                | 8 août 2017                                                     | 10 octobre 2017                                               | Thomas Frank                                |
|       | Statistics                                                | 44                | 24 janvier 2018                                                 | 9 janvier 2019                                                | Adriene Hill                                |
|       | Theater                                                   | 50                | 9 février 2018                                                  | 1er mars 2019                                                 | Mike Rugnetta                               |
|       | Media Literacy                                            | 12                | 27 février 2018                                                 | 15 mai 2018                                                   | Jay Smooth                                  |
|       | History of Science                                        | 46                | 26 mars 2018                                                    | 29 avril 2019                                                 | Hank Green                                  |
|       | Engineering                                               | 46                | 17 mai 2018                                                     | 2 mai 2019                                                    | Shini Somara                                |
|       | Navigating Digital Information                            | 10                | 8 janvier 2019                                                  | 12 mars 2019                                                  | John Green                                  |
|       | Business: Soft Skills                                     | 17                | 13 mars 2019                                                    | 3 juillet 2019                                                | Evelyn Ngugi                                |
|       | European History                                          | 12                | 12 avril 2019                                                   | —                                                             | John Green                                  |

### Série pour enfants
| Série | Série   | Nombre d'épisodes | Diffusion du premier épisode | Diffusion du dernier épisode | Présentateur |
| ----- | ------- | ----------------- | ---------------------------- | ---------------------------- | ------------ |
|       | Science | 95                | 3 mars 2015                  | 16 mars 2016                 | Sabrina Cruz |

### Série en langue autre que l'anglais
| Série | Série         | Langue | Nombre d'épisodes | Diffusion du premier épisode | Diffusion du dernier épisode | Présentateur      |
| ----- | ------------- | ------ | ----------------- | ---------------------------- | ---------------------------- | ----------------- |
|       | World History | Arabic | 25                | 19 janvier 2018              | 5 juillet 2018               | Yasser Abumuailek |

### Les mini séries
| Séries | Séries                    | Nombre d'épisodes | Diffusion du premier épisode | Diffusion du dernier épisode |
| ------ | ------------------------- | ----------------- | ---------------------------- | ---------------------------- |
|        | Recess                    | 2                 | 5 mars 2018                  | —                            |
|        | A History of Crash Course | 1                 | 4 décembre 2018              | —                            |
|        | How Crash Course is Made  | 6                 | 22 mars 2019                 | 10 avril 2019                |

## Production
Les séries scientifiques (et Philosophy, mais pas Computer Science) sont tournées à Missoula, Montana, dans un studio qui abrite également SciShow, une série de vidéos scientifiques sur YouTube animés par Hank Green et Michael Aranda (en). Les séries Biology et Ecology ont été tournées devant un écran vert. À partir de la série Chemistry, les séries ont été filmées dans de nouveaux décors faits sur mesure. Ces séries sont produites par Nicholas Jenkins, tandis que Blake de Pastino est l'éditeur du scénario. La conception sonore et la musique sont de Michael Aranda et dans les séries suivantes, sa société Synema Studios.
Les séries de sciences humaines (à l'exception de Philosophy et Economics) et Computer Science sont filmées dans un studio à Indianapolis, en Indiana, où sont également filmées les séries The Art Assignment (en) et Healthcare Triage. Ces séries sont produites et éditées par Stan Muller, Mark Olsen et Brandon Brungard.
Crash Course Kids a été filmé dans un studio à Toronto, en Ontario (Canada). La série a été réalisée par Michael Aranda et produite par l'équipe Crash Course de Missoula.
Crash Course Economics a été filmé dans l'espace YouTube à Los Angeles, en Californie. La série a été produite par l'équipe Crash Course d'Indianapolis.
La conception graphique de toutes les séries, à l'exception des séries Biology et Ecology, est assurée par Thought Café (anciennement Thought Bubble).
Depuis la série Statistics au début de 2018, les cours qui ne sont pas des coproductions avec PBS Digital Studios s'identifient comme étant produits par Complexly (en), avec le logo de la compagnie et des suggestions de visionnement d'autres séries de la compagnie.

## Financement
La chaîne Crash Course a diffusé un vidéo de démonstration en décembre 2011 et fut lancée officiellement en janvier 2012 comme l'une des premières chaînes originales financées par YouTube,. En avril 2013, John Green a révélé que Crash Course éprouvait des difficultés financières. En juillet 2013, Hank Green a exprimé sa frustration face à la façon dont YouTube traitait ses créateurs de contenu,.
Les fonds de Google ont fini par se tarir, et peu après la vidéo des Green's A Chat with YouTube, les frères Green ont lancé Subbable (en), un site de sociofinancement où les internautes peuvent faire un don mensuel aux chaînes qu'ils apprécient en échange de divers avantages. Le don est facultatif comme l'a déclaré Hank Green : « Nous souscrivons à l'idée idéaliste que le public ne paie pas pour des choses parce qu'il le doit, mais parce qu'il se soucie de ce qu'il aime et qu'il veut que cela continue à grandir ». Crash Course a été la première chaîne à être offerte sur Subbable, et à partir de ce moment, elle sera financée par ce site. En mars 2015, Subbable a été acquis par Patreon, et le financement de Crash Course a été déplacé vers ce site.
En 2014, Crash Course a annoncé un partenariat avec PBS Digital Studios. Le partenariat a permis de produire les séries U.S. Government and Politics et Astronomy qui ont été animées par Craig Benzine (en) and Phil Plait respectivement. Lors de l'annonce, Hank Green a également mentionné qu'il sera l'hôte d'une série intitulée Anatomy & Physiology et qu'un autre animateur sera l'hôte d'une série intitulée Economics, alors que John prendra une pause d'un an.